# Debeikiai
Debeikiai (in polacco Dobeiki) è una città del distretto di Anykščiai della contea di Utena, nel nord-est della Lituania. Secondo un censimento del 2011, la popolazione ammonta a 452 abitanti. L’insediamento è molto vicino al fiume Šventoji. Costituisce il centro di riferimento dell’omonima seniūnija.
È poco distante da Aknystos e Leliūnai.

## Storia
Debeikiai è stata menzionata in atti ufficiali dal XVII secolo. Tra il 1760 e il 1769 fu costruita una cappella. Alla fine del XIX secolo, fu eretta la prima chiesa in legno. I residenti hanno partecipato attivamente nel 1863 alla rivolta di Gennaio. L'11 novembre 1863, nelle aree vicine a Debeikiai, i ribelli, guidati da Povilas Červinskis, furono attaccati dalle truppe dell'esercito dell'Impero russo. Jurgis Baranauskas, Kazys Ūdra e altri contrabbandieri stavano distribuendo testi vietati dal divieto di stampa. Nell'estate del 1891, a causa dei cattivi raccolti dovuti a carestia, le autorità russe si scontrano con i contadini locali. Nella primavera del 1905, si ebbe un'altra manifestazione contraria all'Impero russo: alla fine dell'anno il consiglio parrocchiale strettamente legato alla politica zarista fu abolito. 
Tra il 1948 e il 1951, 15 persone furono deportate poiché appartenenti al movimento dei Fratelli della foresta lituani. Già prima del '48, negli immediati anni del dopoguerra, la città fu infatti un importante centro di scontri tra lituani e sovietici, tant'è che dovette intervenire l'NKVD. Tale intervento fu dovuto alla "occupazione" di venti ribelli lituani guidati dal capo del gruppo partigiano guidato da Vladas Mezeikis e da Domo Kaulinis: fu issata la bandiera nazionale e si stabilirono nel municipio della città. Qualche settimana dopo l'occupazione, la ribellione fu soppressa e tre abitanti del villaggio morirono durante la soppressione. Dopo la guerra, nel palazzo fu istituito il quartier generale dell'NKVD locale, i ribelli furono imprigionati nell'edificio e poi deportati. 
I cittadini di Debeikiai e degli immediati pressi sono conosciuti nella contea di Utena per l'abilità nel cavalcare: è per questo che dal 2002 lo stemma cittadino rappresenta un cavallo.

## Galleria d’immagini

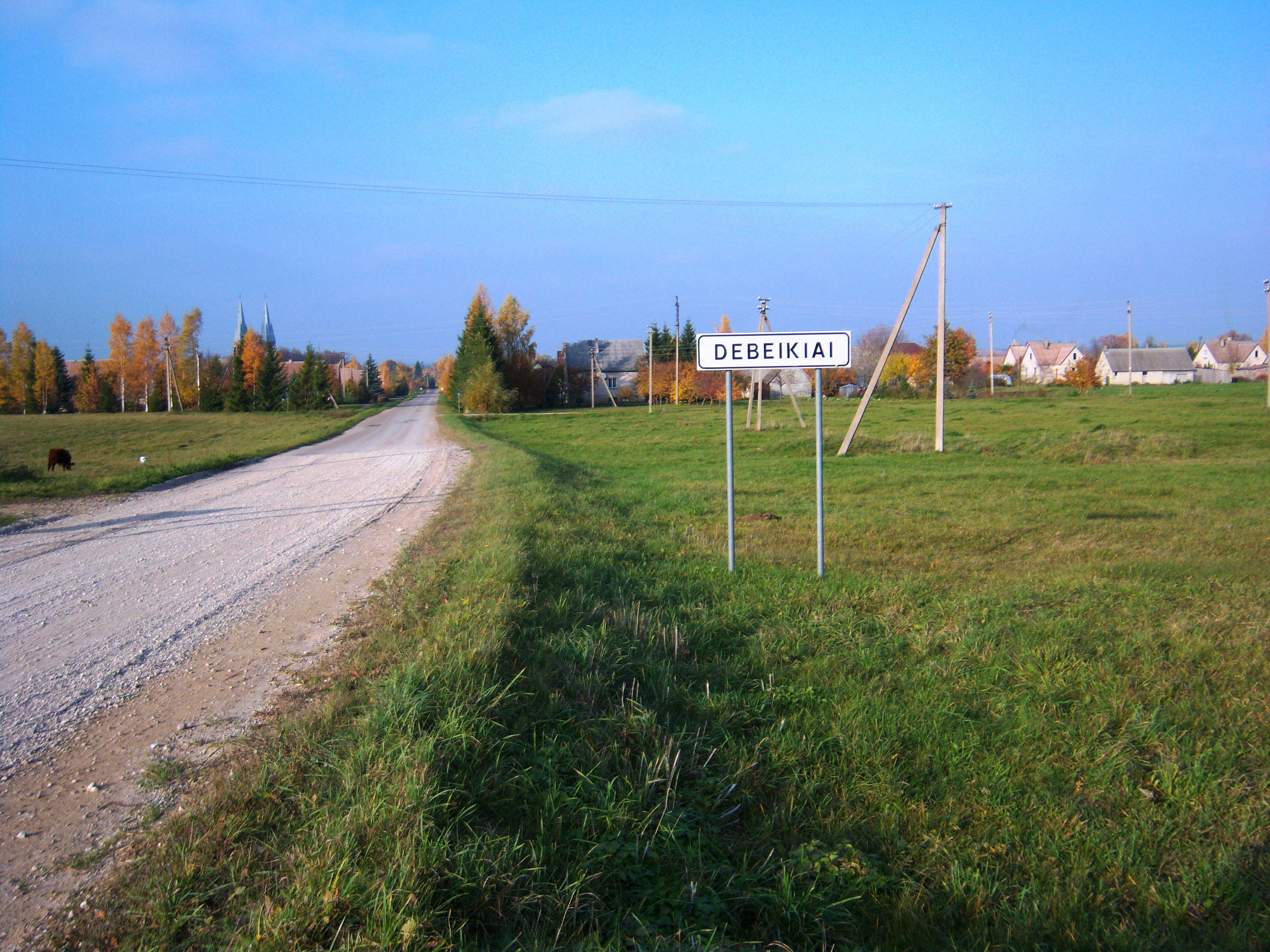
Ingresso cittadino
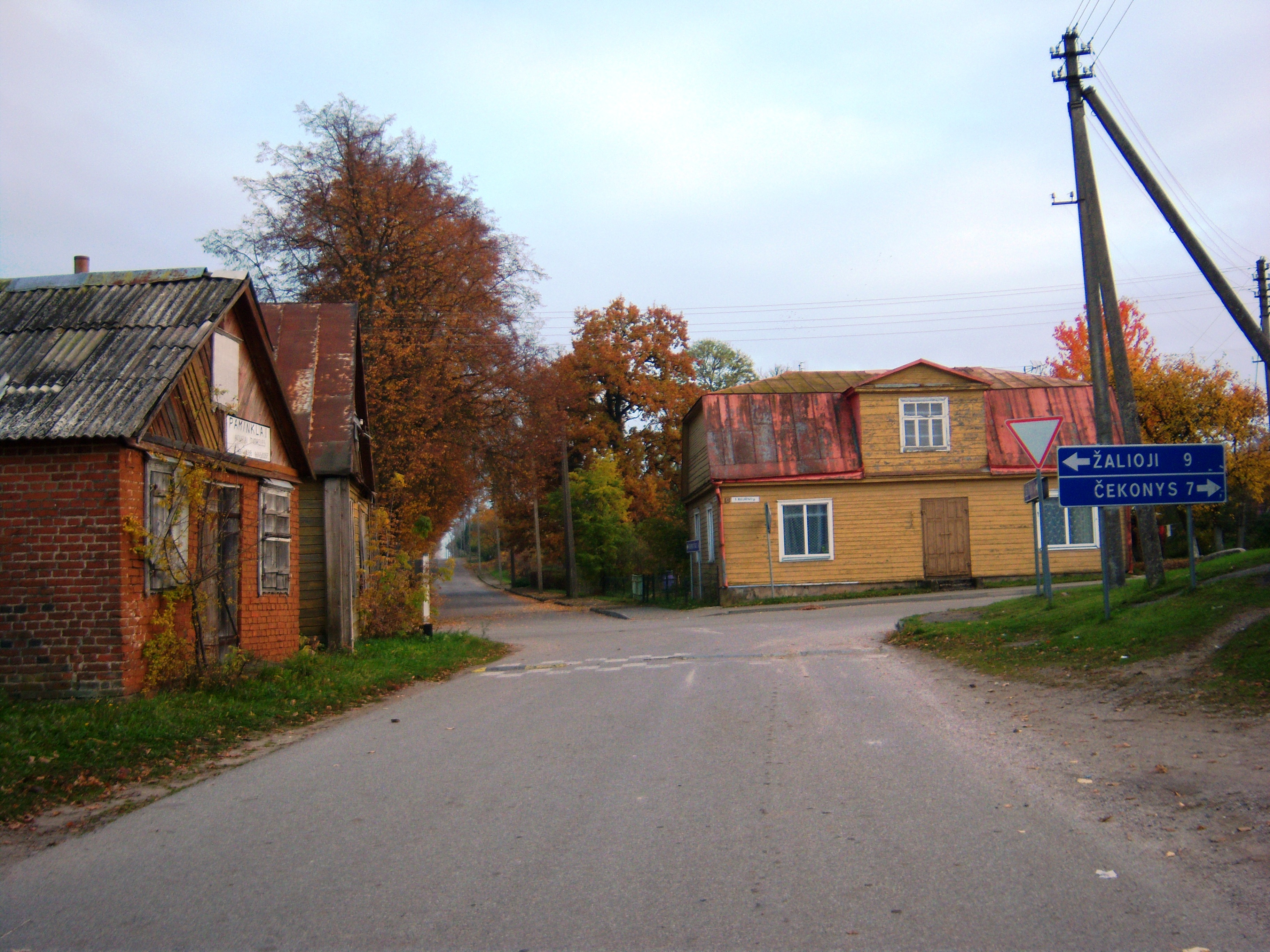
Centro cittadino
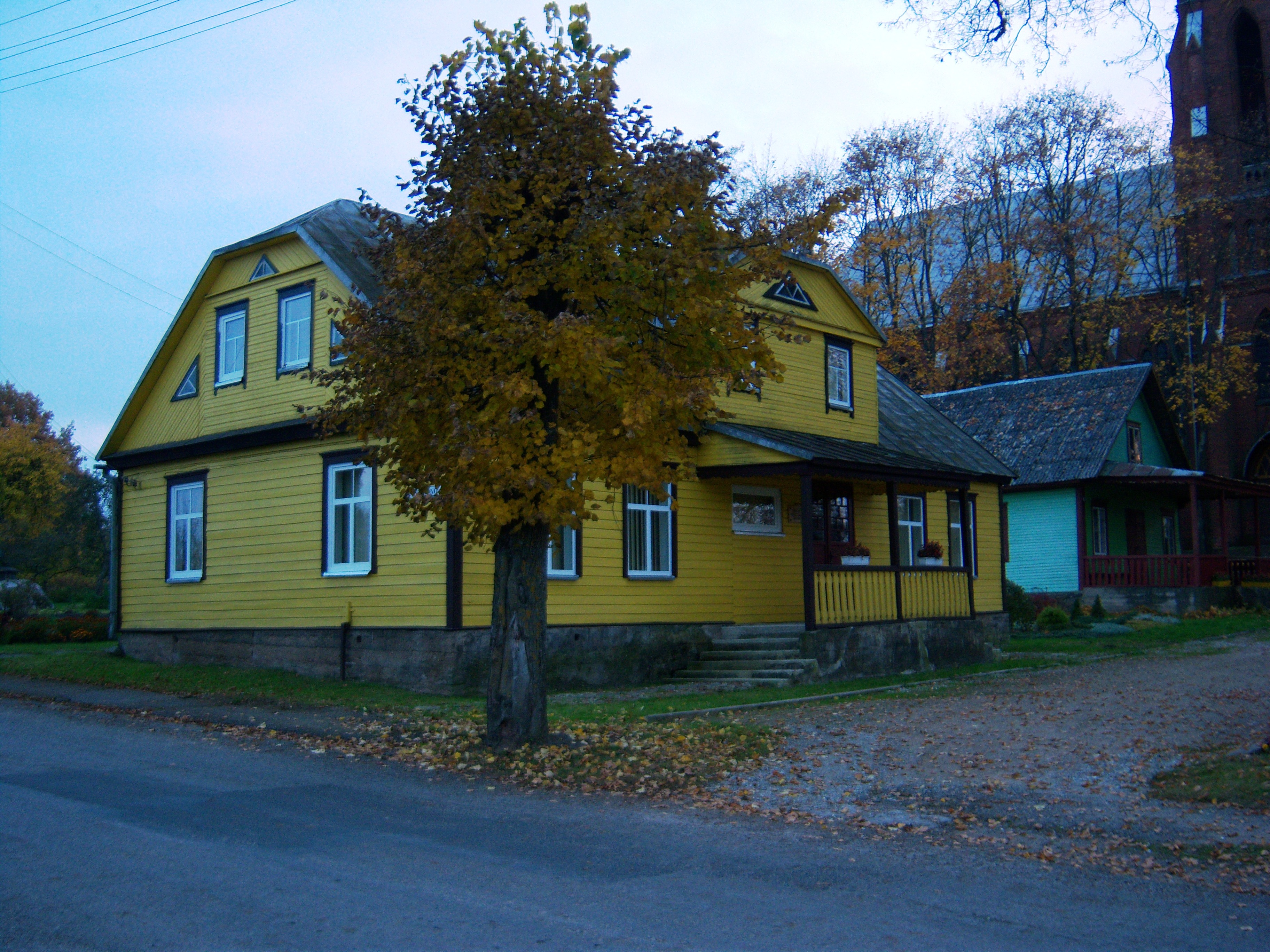
Costruzione caratteristica
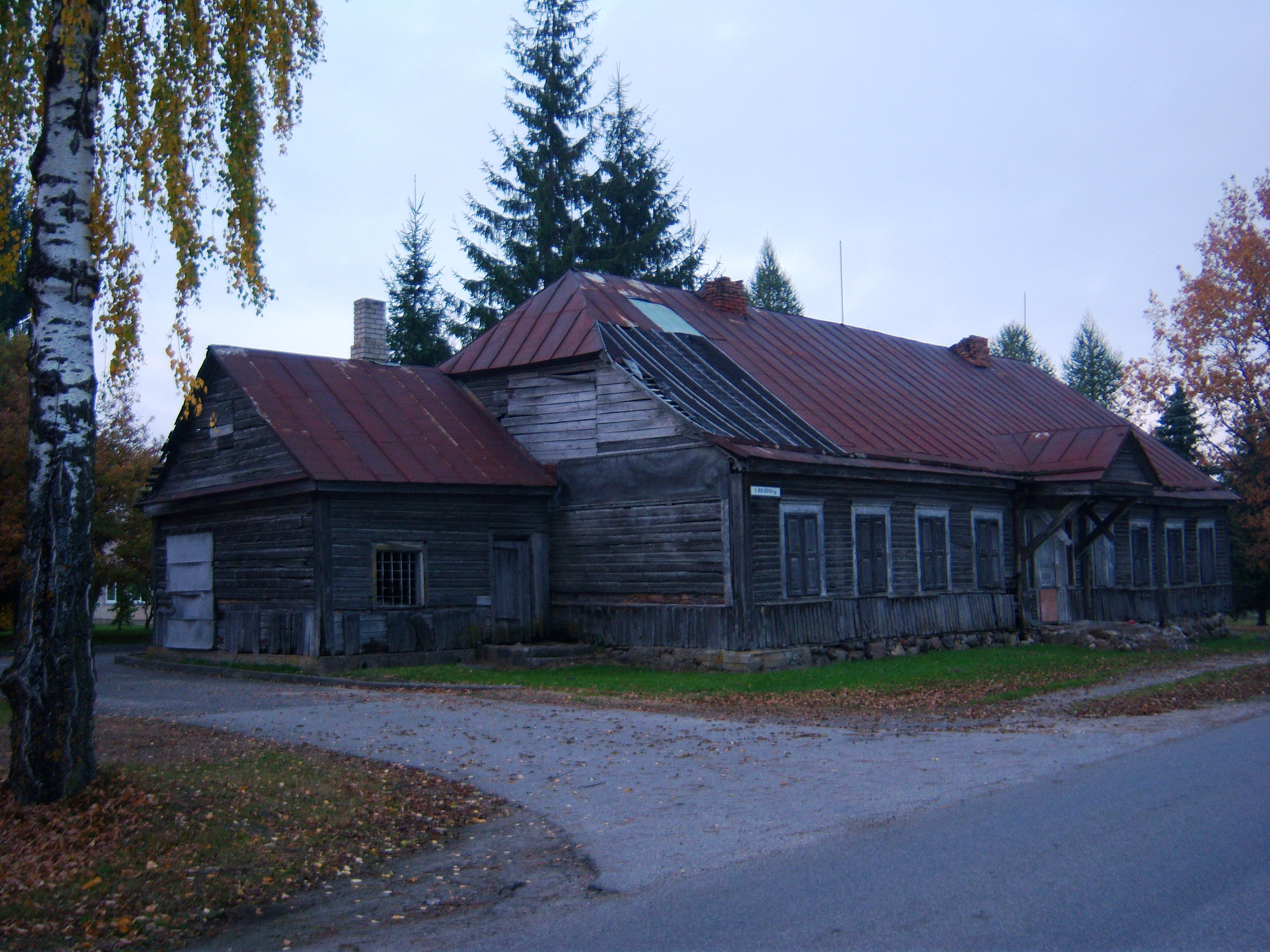
Edificio storico
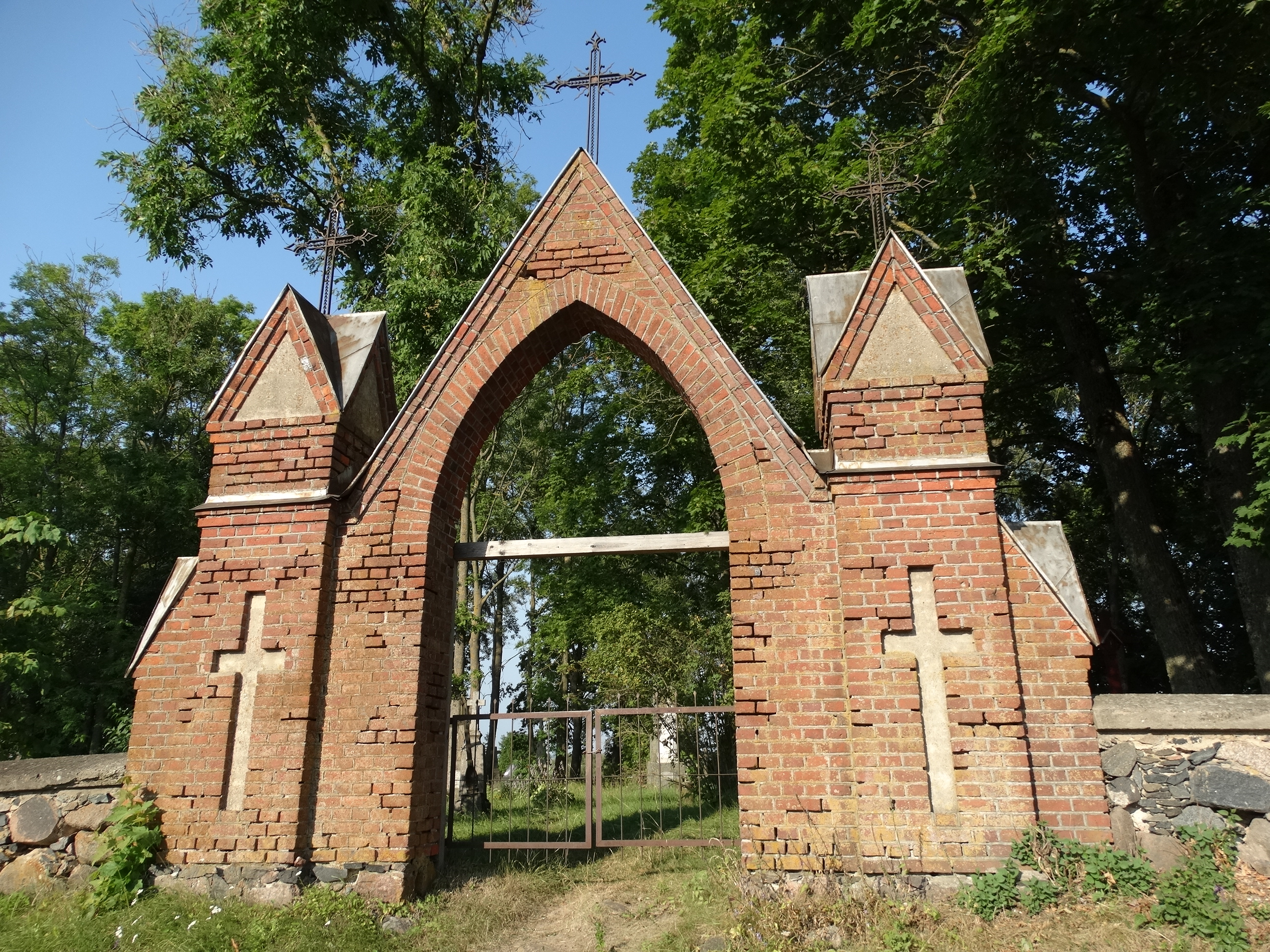
Ingresso cimiteriale